# Віденська конвенція про цивільну відповідальність за ядерну шкоду
Віденська конвенція про цивільну відповідальність за ядерну шкоду є угодою 1963 року, яка регулює питання відповідальності у випадках ядерної аварії. Її було укладено у Відні 21 травня 1963 р. та набрала чинності 12 листопада 1977 р. Конвенцію було змінено протоколом 1997 р., чинним з 4 жовтня 2003 р. Депозитарієм є Міжнародне агентство з атомної енергії.
Станом на лютий 2014 року конвенцію ратифікували 40 держав. Колумбія, Ізраїль, Марокко, Іспанія та Велика Британія підписали конвенцію, але не ратифікували її. Словенія денонсувала договір і вийшла з нього, щоб стати учасником Паризької конвенції.